# Ludwik Dorn
Pour les articles homonymes, voir Dorn.
Ludwik Dorn (), né Ludwik Dornbaum le 5 juin 1954 à Varsovie et mort le 7 avril 2022 dans la même ville, est un homme politique polonais.
Membre du parti conservateur Droit et justice (PiS), dont il compte parmi les fondateurs, il est vice-président du Conseil et ministre de l'Intérieur et de l'Administration de 2005 à 2007, avant de présider la Diète pendant quelques mois jusqu'au terme de la Ve législature.

## Biographie

### Jeunesse
Membre d'un mouvement de scoutisme, Ludwik Dorn y fait la rencontre d'Antoni Macierewicz, qui travaille alors comme instructeur. Il se lance dès 1971 dans l'action politique en peignant sur les murs du cimetière de Varsovie la phrase « Gloire aux travailleurs assassinés en décembre 1970 », un acte qui sera relaté par Radio Free Europe.
Il entre ensuite à la faculté de sciences sociales de l'université de Varsovie, assiste à plusieurs réunions en présence de Jacek Kuroń, et participe en 1975 à l'organisation d'une campagne visant à recueillir des signatures contre le projet d'amendement constitutionnel qui reconnaissait le Parti ouvrier unifié polonais (POUP) comme la « force politique directrice » et le lien particulier unissant la République populaire de Pologne et l'Union soviétique.
À la suite des évènements de juin 1976, il se lance dans le soutien aux travailleurs persécutés et devient membre du comité de défense des ouvriers (KOR).
Au cours du mois de septembre suivant, il est battu à deux reprises par la police, ce qui ne l'empêche de prendre, en 1977, le poste de rédacteur en chef adjoint de Głos, organe de presse du KOR dirigé par Antoni Macierewicz. Il obtient l'année suivante son diplôme de sociologie.

### Engagement anticommuniste
En août 1980, Ludwik Dorn est arrêté par la police, mais relâché dans le mois. Il adhère dès le mois de septembre au syndicat libre Solidarność, et fonde peu après un centre de recherche du syndicat dans la région de Mazovie, pour lequel il travaille comme sociologue. À la suite de l'instauration de l'état de siège par le général Wojciech Jaruzelski en décembre 1981, il se cache pendant dix-huit mois à Gdańsk et Varsovie.
Il remplace ensuite Antoni Macierewicz, interné, à la direction des journaux clandestins Głos et Wiadomości. Au cours de l'année 1983, il négocie avec le pouvoir la fin de sa clandestinité, signant en échange un document par lequel il s'engage à ne pas enfreindre la loi polonaise. Peu de temps après, Głos publie un éditorial appelant à ce que le syndicat Solidarność, l'Église catholique romaine et l'armée s'unissent contre le régime.
Tout au long des années 1980, il traduit les romans d'espionnage écrits par John le Carré, sous le pseudonyme de « Dorota Lutecka ». Opposé à la table ronde organisée en 1989 entre le pouvoir communiste et l'opposition, il fonde la même année l'Union chrétienne-nationale (ZChN) avec Antoni Macierewicz, mais il en démissionne au bout de quatre semaines seulement.

### Les débuts de laIIIeRépublique
À partir de 1990, Ludwik Dorn entame son étroite collaboration avec Jarosław Kaczyński, qui vient alors de fonder l'Accord du centre (PC) et soutient la candidature de Lech Wałęsa à la première présidentielle libre. À la suite de la victoire de ce dernier, il est recruté pour travailler au sein de la chancellerie présidentielle, dirigée par Jarosław Kaczyński. Il quitte son poste en 1992, à cause du conflit opposant Jarosław Kaczyński, et son frère Lech, au chef de l'État.
Vice-président du PC à compter de 1992, il est porte-parole de Lech Kaczyński dans la précampagne présidentielle de 1995, à laquelle il n'a pu finalement se présenter, puis élu député à la Diète polonaise en 1997, comme candidat de l'Accord du centre présent sur la liste de l'Alliance électorale Solidarité (AWS). Il a cependant refusé de siéger au sein du groupe parlementaire de l'AWS dans la mesure où le ministère de la Justice avait été confié à Hanna Suchocka, qui avait approuvé tacitement la surveillance de certains membres du PC quand elle était présidente du Conseil, entre 1992 et 1993.
Il refuse deux ans plus tard de cautionner la fusion du parti avec le Parti chrétien-démocrate (PChD) et décide de maintenir un PC autonome.

### Le PiS et le gouvernement

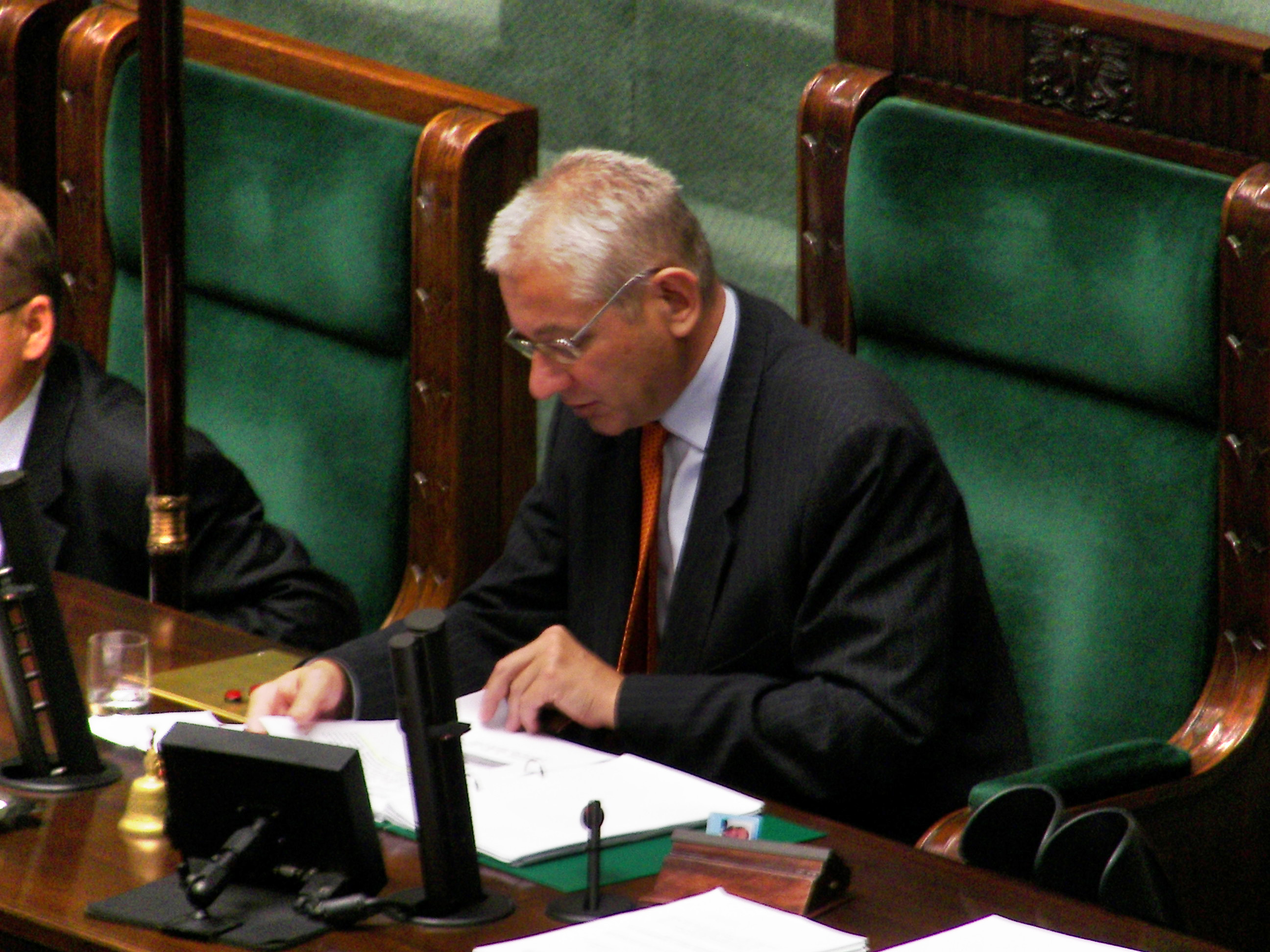
Ludwik Dorn à la Diète en 2007.

En 2001, aux côtés des jumeaux Kaczyński et d'autres députés, Ludwik Dorn participe à la création d'un nouveau parti conservateur et catholique, Droit et justice (PiS), sous les couleurs duquel il est réélu député de Varsovie aux élections législatives. Il est choisi le 19 décembre 2002 comme nouveau président du groupe parlementaire du PiS, en remplacement de Jarosław Kaczyński. Il est élu une troisième fois aux législatives de 2005.
Le 31 octobre suivant, Ludwik Dorn est nommé ministre de l'Intérieur et de l'Administration dans le gouvernement minoritaire de Kazimierz Marcinkiewicz, issu du PiS, et accède le 21 novembre suivant au rang de vice-président du Conseil des ministres. Il est maintenu dans l'ensemble de ses fonctions le 14 juillet 2006, lorsque Jarosław Kaczyński succède à Marcinkiewicz à la direction du gouvernement, mais remet sa démission le 6 février 2007, invoquant des divergences de vue avec le président du Conseil sur le fonctionnement de son département ministériel. Jarosław accepte, tout en le maintenant à son poste de vice-président, un choix confirmé deux jours plus tard par son frère jumeau, Lech, président de la République en 2005.
Il quitte finalement le gouvernement le 27 avril, après avoir été élu président de la Diète, en remplacement de Marek Jurek, et battu Bronisław Komorowski, candidat de la Plate-forme civique (PO), par 235 voix contre 189. Aux élections législatives anticipées du 21 octobre, il est à nouveau élu député de Varsovie, mais un changement de majorité le contraint à laisser son poste à Bronisław Komorowski le 4 novembre.

### L'éloignement de Jarosław Kaczyński
Rapidement, Ludwik Dorn démissionne de son poste de vice-président du PiS, se déclarant opposé à la politique de Jarosław Kaczyński. Ce dernier ouvre alors une procédure disciplinaire à son encontre. Il est effectivement exclu de la formation par un vote quasi unanime, 34 voix contre une, en octobre 2008, et quitte alors le groupe parlementaire. Un an plus tard, il est élu président d'un nouveau groupe de députés, Pologne Plus (en), puis entre en janvier 2010 au bureau politique du nouveau parti politique homonyme. Il fait savoir au mois de mars qu'il compte être candidat à l'élection présidentielle prévue en septembre, mais le crash de l'avion présidentiel le 10 avril, et la convocation d'un scrutin anticipé, le pousse à retirer sa candidature.
Son parti décide finalement, le 8 mai, de soutenir celle de Jarosław Kaczyński, tandis que lui-même préfère appuyer Marek Jurek, ce qui le conduit à quitter le parti et son groupe de députés le 15 mai. Au mois de décembre, il a finalement fait son retour au sein de Droit et justice (PiS).

## Publication

### Ouvrage
- Ludwik Dorn et Paul Melun, O śpiochu tłuściochu i o psie Sabie, Varsovie, MOST, 2004, 48 p. (ISBN 83-919839-6-X, EAN 9788391983966).

## Référence
1. ↑  (pl) « Nie żyje Ludwik Dorn, były marszałek Sejmu » [« Ludwik Dorn, ancien président de la Diète, est mort »], Dziennik Gazeta Prawna, 7 avril 2022 (consulté le 8 avril 2022).